# 최운봉
최운봉(崔雲峰, 일본식 이름:  高峰昇, 1914년 ~ ?)은 한국의 영화 배우이다.

## 생애
1938년 《한강》으로 데뷔했다. 최운봉의 데뷔 시기는 중일 전쟁과 태평양 전쟁으로 관제 선동 영화가 주로 제작되던 시기였다. 1942년에는 영화사가 통폐합되어 국책 영화만 제작할 수 있었다.
최운봉은 지원병 제도를 홍보하는 안석영 연출의 《지원병》(1941년)에 문예봉과 함께 주연으로 출연한데 이어, 《나는 간다(일본어: 今ど我は行く)》, 《태양의 아들들(일본어: 太陽の子供達)》, 《감격의 일기(일본어: 感激の日記)》, 《우리들의 전쟁(일본어: 我れらの戰爭)》 등 친일 영화에 잇따라 출연했다. 2008년 민족문제연구소의 친일인명사전 수록예정자 명단 연극/영화 부문에 포함되었다.
광복 후 조선영화동맹에 가담하였고, 서울지부 집행위원을 맡아 이 단체의 영화 대중화 운동에 참가했다. 본래 영화동맹에는 좌우익 영화인들이 대거 참가했으나, 차츰 우익 계열이 분리되었다.
1949년 함세덕의 희곡을 영화화한 《마음의 고향》에 출연한 것을 마지막으로 월북했다.